# معركة المشاحيف
 معركة المشاحيف  هي معركة قامت ما بين القوات العثمانية ورجال العشائر العربية ضد الجيش البريطاني في اواخر عام 1914 وقعت في اهوار (أبو عران) أي بعد سقوط البصرة بيد الجيش البريطاني وتقدمهم لاحتلال القرنة باتجاه مدينتي الكوت ومدينة بغداد. دامت المعركة يوماً كاملاً وانتهت بأنتصار الجيش البريطاني.

## بداية المعركة
تقع اهوار "أبو عران" على الضفة الغربية لنهر دجلة، والتي تمتد من ناحية العزيز حتى اهوار القرنة، وسميت بهذا الاسم نسبة إلى بيت أبو عران وهم من عشائر آل فريجات والنوافل، وفي موسم الفيضانات ترتفع المياه وتزحف على ضفاف دجلة وتقطع الطريق العام بين العمارة والبصرة آنذاك، وكان هذا اواخر عام 1914 أي بعد سقوط البصرة بيد الجيش البريطاني، ثم احتلال القرنة في اواخر عام 1915 لذلك تقدم الاتراك ورجال العشائر العربية لاسترجاع البصرة بثلاثة محاور هي:
- المحور الأول: وهو محور الحويزة (كارون-عبدان-البصرة) بقيادة محمد فاضل الداغستاني وثلاثة آلاف مقاتل عربي بقيادة الشيخ "غضبان البنية" شيخ عشائر بني لام، اما الجيش البريطاني فكان بقيادة "غورنك" والمؤلف من المرتزقة "كركة وسيخ" وفي منطقة "المنجورة" دارت معركة طاحنة تكبد فيها البريطانيون أكثر من ثلاثمائة جندي بريطاني، وتوفي القائد التركي نتيجة المرض، وانتهت المعركة بانتصار البريطانين وانسحاب الاتراك والعشائر العربية.
- المحور الثاني: وهو محور الناصرية (الخميسة-العلوي-النخيلة-الشعيبة) بقيادة سليمان العسكري وعلي بك، وعشرين الف مقاتل عربي من عشائر المنتفك، اما الجيش البريطاني والمتحصن بالشعيبة فكان بقيادة "ملسن" وبدأ الهجوم يوم 11 /5 /1915 وراح فيها أكثر من الف جندي بريطاني، وانتحر القائد التركي اثناء المعركة التي انتهت بانتصار البريطانين وانسحاب الاتراك والعشائر العربية.
- المحور الثالث: وهو محور دجلة أي (معركة المشاحيف) فبعد أن انتصر الجيش البريطاني في محوري الشعيبة والحويزة عسكرا في القرنة واصدر قائدهم "نيكسون" اوامره إلى الجنرال "تاوزند" بالزحف إلى مدينة العمارة، وكان بامراته خمسة زوارق حربية مرابطة في نهر دجلة ومزودة بالمدفعية الثقيلة، وجعل "تاوزند" من سارية الزورق "اسبيغل" مقرا له للاشراف على المعارك وسماها "عش الغراب"، اما الجيش التركي بقيادة "حليم بك" فقد تخندق في التلال الرملية جنوب العزيز شرق اهوار "أبو عران" ومعهم ستماتة مسلح عربي والف ومائتا مقاتل من عرب الاهوار بمشاحيفهم بقيادة "تحسين العسكري" وكان الشيخ "عريبي الوادي" شيخ عشائر آل بو محمد قد أمر ابن اخيه الشيخ "مجيد الخليفة" بارسال خمسمائة مشحوف وثلاثة آلاف مقاتل من عرب اهوار المجر الكبير لتعزيز قوة أبو عران فاتخذوا من غابات القصب والبردي مركز انطلاق للتصدي للجيش البريطاني، وقد قام القادة البريطانيون باستطلاع المنطقة، حيث جاءت التقارير الاستخبارية بان الاتراك في مواقع حصينة يسندهم عرب الهور بمشاحيفهم ولا يمكن اختراقهم، فتأجل الهجوم شهرا كاملا، كما قاموا بتغيير خطة الهجوم وذلك بصنع 328 مشحوفاً مصفحا يسع كل واحد منها تسعة جنود ودربوا كتائبهم على كيفية الركوب بالمشحوف واستخدام المردي الغرافة والسير في الاهوار، وكان كل مشحوف بريطاني مزود بالرشاشات والمدافع الخفيفة وتكون في مقدمة القطاعات العسكرية.

وفي صباح 1/6/1915 باغت البريطانيون الاتراك والعشائر العربية بهجوم كاسح من البر والنهر والاهوار، فثارت المدفعية الثقيلة من الزوارق الحربية لاسناد المشاحيف والمشاة وقصفت اهوار "أبو عران" والتلال الرملية حيث موقع الاتراك، ودارت معركة ضارية اشترك فيها الطيران البريطاني لأول مرة، نيران المدفعية البريطانية دمرت المشاحيف واحرقت غابات القصب والبردي، ودامت المعركة يوماً كاملاً، وكان "تاوزند" يراقب المعركة من "شبيغل" ومن "عش الغراب"، اما الاتراك فقد تركوا مواقعهم وفروا من المعركة، وقد قتل من قتل ومن وقع في الاسر أو سلم نفسه كما حصل لقائدهم "حليم بك" فتابعهم البريطانيون إلى مدينة العزيز واغرقوا سفنهم كما حصل مع سفينتهم "مور مريس" اما زورق الموصل فقد رفع الراية البيضاء وسلم طاقمه بالكامل.

## النتائج
وبعد نهاية المعركة انسحبت العشائر العربية إلى عمق الاهوار، بعد أن فقد الكثير من رجالهم ومشاحيفهم، وهذا النصر سهل على البريطانيين الطريق نحو مدينة قلعة صالح، وما هي الا أيام حتى سقطت مدينة العمارة في 3/6/1915 بيدهم، وساد الهرج والمرج والقتل والسلب والنهب والدمار بالمدينة، وقد اغرقت ببحر من الدماء نتيجة القصف المدفعي العشوائي من الزوارق الحربية البريطانية ما جعل متصرف العمارة يسلم نفسه إلى القوات البريطانية، وأصبحت العمارة تحت الاحتلال البريطاني، وبعد أكثر من قرن لا زالت قبور قتلى الجيش البريطاني موجودة جنوب العمارة وتسمى بمقبرة الإنكليز، واخيرا يرى المسافر على الطريق العام شمال القرنة قرية كبيرة بيوتها من الطين والطابوق ولافتة كتب عليها، قرية أبو عران.